# Le Puy-en-Velay
Le Puy-en-Velay este un oraș în Franța, prefectura departamentului Haute-Loire, în regiunea Auvergne. 

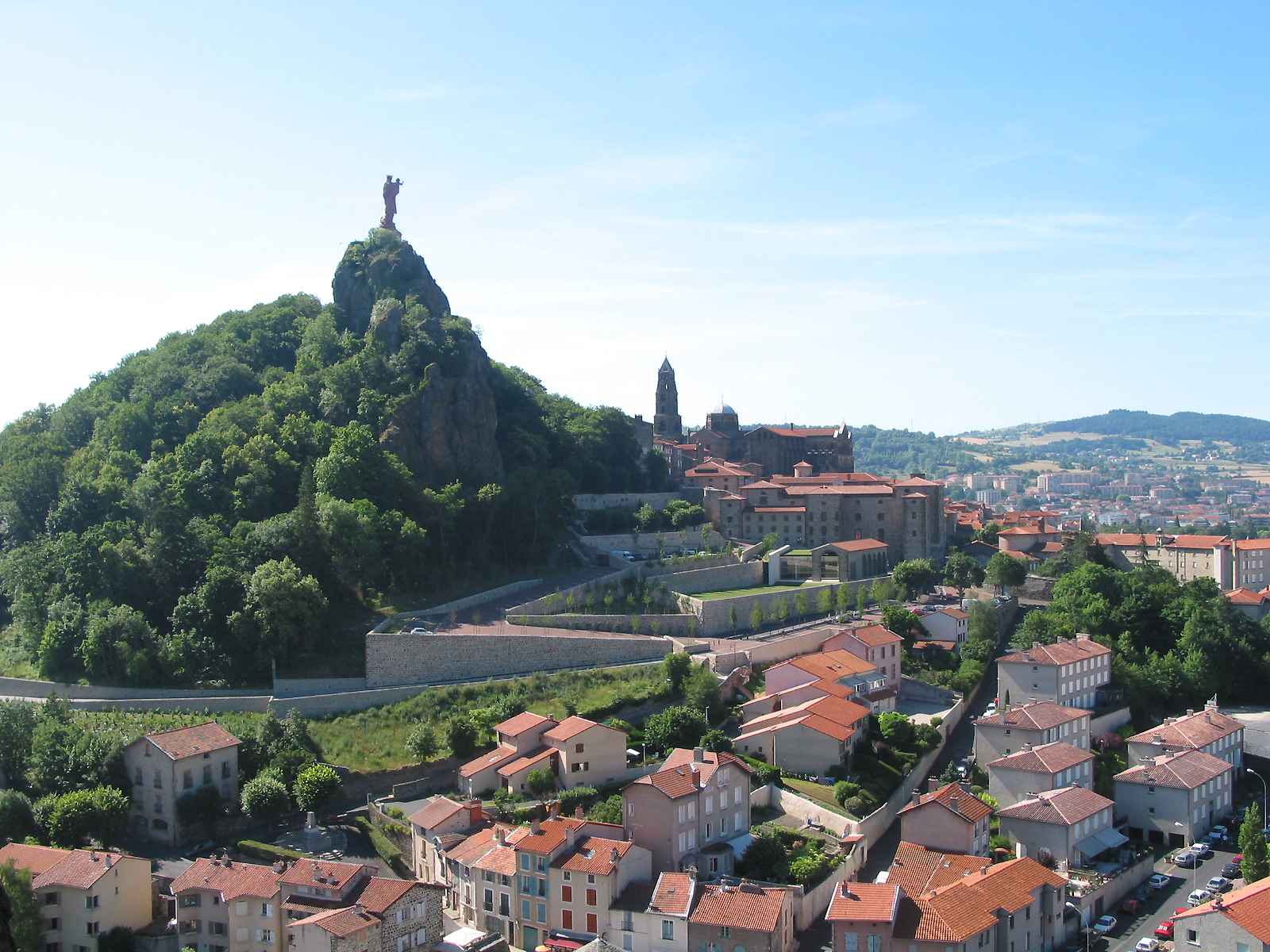
Le Puy-en-Velay